# Südostasienspiele 1965
Die Südostasienspiele 1965, englisch als Southeast Asian Peninsular Games (SEAP) bezeichnet, fanden vom 14. bis 21. Dezember 1965 in Kuala Lumpur statt. Es war die 3. Auflage der Spiele. Es nahmen etwa 1300 Athleten und Offizielle aus 7 Ländern in 13 Sportarten an den Spielen teil.

## Medaillenspiegel
| Rang | Land       | Gold | Silber | Bronze | Gesamt |
| ---- | ---------- | ---- | ------ | ------ | ------ |
| 1    | Thailand   | 38   | 33     | 35     | 106    |
| 2    | Malaysia   | 33   | 36     | 28     | 97     |
| 3    | Singapur   | 18   | 14     | 16     | 48     |
| 4    | Birma      | 8    | 7      | 18     | 33     |
| 5    | Südvietnam | 5    | 7      | 7      | 19     |
| 6    | Laos       | 0    | 0      | 2      | 2      |

## Sportarten
- Badminton
- Basketball
- Boxen
- Fußball
- Gewichtheben
- Judo
- Leichtathletik
- Radsport
- Schießen
- Schwimmsport
- Sepak Takraw
- Tennis
- Tischtennis
- Volleyball

## Referenzen
- Percy Seneviratne (1993) Golden Moments: the S.E.A Games 1959-1991 Dominie Press, Singapur ISBN 981-00-4597-2
- Geschichte der Südostasienspiele
- Lew Hon Kin: SEA Games Records 1959-1985, Petaling Jaya – Penerbit Pan Earth, 1986